# جيه (حرف سريلي)

## جيه (حرف سريلي)
جيه أو ج (Ґ ґ؛ مائلة: Ґ ґ) هي حرف من الأبجدية السيريلية. هي جزء من الأبجدية الأوكرانية، وأبجدية روسين البانونية وكلا أبجديتي روسين الكارباثية، وكذلك بعض متغيرات أبجدية أوروم والبيلاروسية (أي الأرثوغرافيا البيلاروسية الكلاسيكية) الأبجديات. في هذه اللغات عادة ما تُسمى جيه، بينما الحرف الذي يليها، ⟨Г г⟩ يُسمى هاء.
شكل هذا الحرف يستند إلى شكل حرف ⟨Г г⟩، لكن أشكاله المكتوبة بخط اليد والمائلة الصغيرة لا تتبع التعديل المائل لـ ⟨г⟩: г.
وهو يمثل الانفجارية اللهوية المجهورة ‎/ɡ/‏، مثل نطق ⟨g⟩ في "go".
عادة ما يتم الترميز اللاتيني للحرف ⟨ґ⟩ باستخدام الحرف اللاتيني ج، أو أحيانًا ġ مع نقطة أو g̀ مع علامة تنوين خفيفة.
في نظام يونيكود لترميز النصوص، الحروف التي تمثل هذا الحرف تُسمى Cyrillic capital letter ghe with upturn (رمز النقطة قالب:U+) وCyrillic small letter ghe with upturn (قالب:U+)، في حين أن الحروف غير المعدلة التي تمثل الحرف ⟨г⟩ تُسمى Cyrillic capital وsmall letter ghe (قالب:U+ وقالب:U+).